# Horní Blatná
Horní Blatná település Csehországban, a Karlovy Vary-i járásban. Horní Blatná Nové Hamry, Potůčky és Pernink településekkel határos. Lakosainak száma 382 fő (2024. január 1.).

## Népesség
A település lakosságának változását az alábbi diagram mutatja:
| Lakosok száma | 2213 | 2771 | 2163 | 813  | 448  | 474  | 445  | 412  | 349  | 382  |
|               | 1869 | 1900 | 1921 | 1961 | 1980 | 2011 | 2016 | 2019 | 2021 | 2024 |